# Bitva u Komarówa
Bitva u Komarówa (v Rusku známá jako bitva u Tomaszówa) byla součástí bojů na východní frontě během první světové války. Skončila vítězstvím rakousko-uherských sil, které však podobné v následujících měsících války nedokázaly zopakovat.

## Pozadí
Na počátku války napsal náčelník německého generálního štábu (Helmuth von Moltke mladší) 2. srpna náčelníku rakouského generálního štábu (Franz Graf Conrad von Hötzendorf): „Německý armádní sbor pochodující na Kališ - Czenstochau zahájí v každém případě postup na Radom - Nowo-Alexandriya přes Kališ-Czenstochau 12. dne po mobilizaci. Velitel sboru má rozkaz neúnavně postupovat do Ruska a spojit se s levým křídlem nejlevější rakouské armády.“ Podle Prita Buttara: "byl Conrad zapálený pro ofenzivní postup a nepotřeboval velké povzbuzování. Svému německému protějšku [před válkou] opakovaně představoval koncept obrovské obchvatné operace k odříznutí ruského výběžku západně od Varšavy.“ 
Mezi rakousko-uherská vojska pod Conradovým velením patřila Danklova 1. armáda východně od Sandoměře s I. armádním sborem, V. sborem a X. armádním sborem, celkem o 10 pěších divizích, 2 jezdeckých divizích a jedné samostatné pěší brigádě. Severně od Przemyślu byla Auffenbergova 4. armáda s II. sborem, VI., IX. a XVII. armádním sborem celkem o 9 pěších divizích a 2 jezdeckých divizích. Na východ od Przemyślu byla Brudermannova 3. armáda s III., XI. a XIV. armádním sborem o 18 pěších divizích a 4 jezdeckých divizích. Polní zbrojmistr Heinrich Kummer velel armádní skupině na západním křídle se 2 pěšími a 1 jezdeckou divizí. Kövess velel armádní skupině na východním křídle, která se skládala z XII. armádního sboru, s tím že ji měla později doplnit celá 2. armáda, které velel Eduard von Böhm-Ermolli . 
Ruský Jihozápadní front byl pod velením Nikolaje Iudoviče Ivanova. Mezi jeho síly patřila 4. armáda generála Salzy s Granátnickým sborem, XIV. a XVI. armádním sborem, celkem o 6 pěších divizích, 3 jezdeckých divizích a jednou pěší a jednou jezdeckou samostatnou brigádou. Na východ od ní byla Plehveho 5. armáda s V., XVII., XIX. a XXV. armádním sborem, celkem o 10 pěších a 5 jezdeckých divizích. Dále na východ byla 3. armáda Nikolaje Ruzského s IX., X., XI. a XXI. armádním sborem celkem o 12 pěších a 4 jezdeckých divizích. Na východním křídle byla 8. armáda Alexeje Brusilova s VII., VIII., XII. a XXIV. armádním sborem, celkem o 10 pěších a 5 jezdeckých divizích. 
Po bitvě u Kraśniku přinutila Danklova 1. armáda ruskou 4. armádu k ústupu směrem k Lublinu. V reakci na to se Plehveho ruská 5. armáda pokusila obejít rakousko-uherské východní křídlo. Její XIX., V. a XVII. sbor postupovaly podél řeky Bug, zatímco XXV. sbor západně od nich. 

## Bitva
26. srpna byl ruský XXV. sbor napaden Danklovým I. armádním sborem a Auffenbergovým IV. armádním sborem. Po dosažení Zamośće musel tento ruský sbor ustoupit ke Krasnostawu. Mezitím Plehveho XVII. sbor dorazil k Sokolu, zatímco XIX. a V. sbor postupovaly na jihozápad. Dne 27. srpna, zatímco rakouský XIV. sbor arcivévody Josefa Ferdinanda se 4 pěšími divizemi kryl rakousko-uherské východní křídlo vpravo od XVII. sboru, VI. sbor čelil ruskému XVII. a V. sboru. Po prvních dvou dnech bojů však bylo na obou stranách dosaženo jen málo, kromě oslabení ruského XXV. sboru. Dne 28. srpna zaútočil rakousko-uherský XVII. sbor na východní křídlo ruského V. sboru, čímž narušil jeho vlastní útočný postup. Podobně arcivévodův XIV. sbor zaútočil do týlu ruského XVII. sboru, který do konce dne ve zmatku ustoupil. Dne 29. srpna rakousko-uherský II. sbor postupoval na východ od Zamośće, zatímco arcivévodův XIV. sbor postoupil do Hulkze. Dne 30. srpna obsadil X. sbor (z Danklovy 1. armády) Krasnostaw. 

## Důsledky
Auffenbergova armáda byla po několika dnech bojů vyčerpaná a bez zásob, nemohla proto pronásledovat ustupující Rusy. Podle Brita Puttara „vítězství u Komarowa bylo neúplné, jelikož Plehve unikl obklíčení a zachránil tak velkou část své armády, i když jeho ztráty byly značné. Rakousko-uherská armáda zajala přes 20 000 mužů a ukořistila 150 děl. Ztráty na obou stranách však byly velké.“